# Újszalánkamén
Újszalánkemén (szerbül: Novi Slankamen, Нови Сланкамен) település Szerbiában, a Vajdaságban, a Szerémségi körzetben, Ingyia községben.

## Demográfiai változások
| 1948 | 1953 | 1961 | 1971 | 1981 | 1991 | 2002 |
| ---- | ---- | ---- | ---- | ---- | ---- | ---- |
| 4190 | 4095 | 3791 | 3472 | 3210 | 2977 | 3455 |